# Hogwarts Legacy
Hogwarts Legacy è un videogioco di ruolo d'azione ambientato nel mondo magico di Harry Potter, sviluppato da Avalanche Software e pubblicato da Warner Bros. Interactive Entertainment. Il gioco è stato distribuito per Microsoft Windows, PlayStation 5 e Xbox Series X/S il 10 febbraio 2023 e per PlayStation 4 e Xbox One il 5 maggio seguente. È disponibile per Nintendo Switch dal 14 novembre 2023.

## Trama
Hogwarts Legacy è ambientato sul finire dell'Ottocento e segue uno studente all'inizio del quinto anno a Hogwarts. Poiché il giocatore inizia la scuola in ritardo rispetto agli altri studenti, una guida pratica viene fornita dal Ministero della Magia. Il giocatore possiede il potere di controllare una misteriosa magia antica e detiene la chiave di un "antico segreto" che minaccia la stabilità del mondo magico. La sua missione è scoprire le ragioni dietro la rinascita di questa magia dimenticata e coloro che stanno cercando di sfruttarne il potere.
All'inizio del gioco, il giocatore incontra il professor Eleazar Fig, che svolge un ruolo fondamentale come mentore nella storia. Fig è un mago che insegna teoria magica a Hogwarts, e indaga sul mistero che circonda una ribellione goblin in corso. Altri personaggi che il giocatore incontra includono gli studenti di Hogwarts Sebastian Sallow e Poppy Sweeting, il professore di incantesimi Ronen e il professore di pozioni Sharp, il preside Phineas Nigellus Black e la vicepreside e insegnante di trasfigurazione Matilda Weasley. Il protagonista è in grado di costruire amicizie con gli studenti Natsai Onai, Sebastian Sallow e Poppy Sweeting che accompagnano il giocatore in diverse missioni primarie e secondarie. Gli antagonisti presenti nel gioco comprendono Ranrok, il capo della ribellione goblin, e Victor Rookwood, il leader di un gruppo di maghi oscuri.

## Modalità di gioco
Hogwarts Legacy è un gioco di ruolo d'azione in cui i giocatori sono in grado di partecipare alle lezioni nella scuola di magia e stregoneria di Hogwarts. I luoghi del franchise Wizarding World esplorabili comprendono la Foresta Proibita e Hogsmeade. Altre aree non ancora viste in altri media includono le sale comuni di Corvonero e Tassorosso. La progressione nell’avventura vedrà l'interno e l'esterno del castello mutare per uniformarsi con le stagioni.
Durante la creazione del personaggio, il giocatore può scegliere l'aspetto, la casa di appartenenza e il genere, personalizzare la voce del personaggio, la corporatura e aggiungere accessori come occhiali da vista. La progressione tramite livelli permette al giocatore di accedere e migliorare gli incantesimi, i talenti e le abilità. Attraverso le sfide, il personaggio giocante otterrà punti esperienza per avanzare di livello. Queste sfide sono presenti sotto forma di: Combattimento, Missioni, Esplorazione, Guida Pratica di Hogwarts e Stanza delle Necessità. Mentre i punti delle quattro case di Hogwarts rappresentano una parte nella trama del gioco, questi non sono una meccanica di gioco influenzata dalle azioni del giocatore. Il gioco è caratterizzato da elementi di personalizzazione dell’ambiente, la Stanza delle Necessità può essere modificata una volta saliti di livello nel gioco.

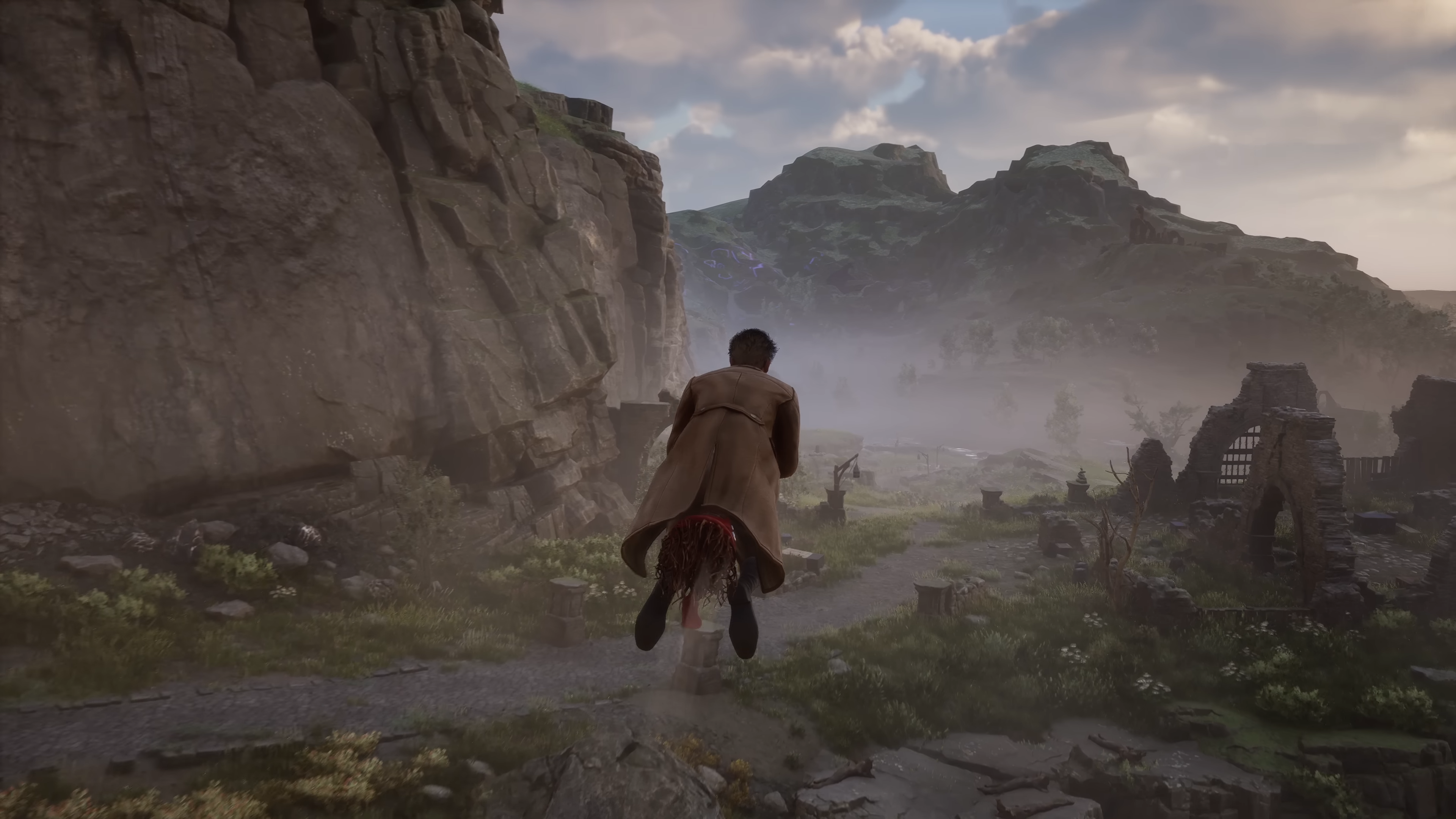
Durante l'esplorazione il personaggio del giocatore può utilizzare una scopa volante per viaggiare intorno alla mappa di gioco.

Il personaggio del giocatore impara a lanciare vari tipi di incantesimi, preparare pozioni e padroneggiare abilità di combattimento. Con la progressione si è in grado di sviluppare un proprio speciale stile di combattimento. Mentre si frequentano le lezioni le modalità di gioco avanzano, come l'apprendimento degli incantesimi che non è un evento di gioco programmato. Le lezioni frequentate sono una parte fondamentale per lo sviluppo della trama. I giocatori possono acquisire oggetti da combattimento, tramite gli scambi e la fabbricazione, che possono servire per danneggiare i nemici o potenziare il giocatore. Diverse creature magiche possono essere domate e cavalcate inclusi ippogrifi e thestral. Draghi, troll, acromantule, graphorn, mooncalf, fwooper, kneazle e snasi sono altre creature interagibili. Alcune creature possono anche essere utilizzate durante i combattimenti, come le mandragole per stordire i nemici.
I giocatori possono stabilire amicizie con i personaggi non giocanti. Con l'aumentare del legame instaurato, gli altri studenti diventeranno compagni che potranno accompagnare il protagonista nella sua avventura, espandere le loro abilità e offrire opzioni di dialogo uniche una volta apprese le loro vicende.

## Sviluppo
Il gioco è sviluppato da Avalanche Software, che è stato acquisito dalla Warner Bros. Interactive Entertainment nel gennaio 2017. Nello stesso anno, la Warner Bros. fondò una nuova etichetta editoriale chiamata Portkey Games, dedicata alla gestione della licenza del mondo magico di Harry Potter. Dal 14 ottobre 2021 Studio Gobo ha assistito lo sviluppo del gioco. Secondo la Warner Bros., la creatrice del franchise J. K. Rowling non è stata direttamente coinvolta nello sviluppo del gioco, come confermato dalla stessa Rowling che ha deciso di prendere una pausa dal suo coinvolgimento nell'universo di Harry Potter da lei creato, tuttavia il team di Avalanche Software, oltre ad aver elogiato e mostrato la loro ammirazione per la scrittrice e la sua visione che hanno dichiarato aver voluto mantenere il più fedele possibile (nonostante articoli diffamatori e di disinformazione dichiaranti il contrario), ha collaborato a stretto contatto con il team di Rowling, e una considerevole parte dei profitti del gioco (tra i 50 e i 100 milioni) sarebbe andata alla scrittrice. Annunciato ad un evento per PlayStation 5 nel settembre 2020, Hogwarts Legacy, inizialmente previsto per il 2021, è entrato in fase di post-produzione nel settembre 2021 ed è stato pubblicato per Microsoft Windows, PlayStation 5, Xbox Series X/S il 10 febbraio 2023. È disponibile per PlayStation 4 e Xbox One dal 5 maggio 2023, anche se annunciato precedentemente per il 4 aprile 2023, e per Nintendo Switch il 25 luglio dello stesso anno, anch'esso rimandato al 14 novembre 2023. Una versione per Nintendo Switch 2 è stata pubblicata il 5 giugno 2025, come titolo di lancio della console.

### Contenuti aggiuntivi
Unendosi al Harry Potter Fan Club e collegando il proprio account di WB Games, i giocatori sono in grado di ricevere oggetti di gioco gratuiti. 
Le versioni PlayStation del gioco includono "Il negozio infestato di Hogsmeade" come contenuto temporale esclusivo e la ricetta della pozione "Felix Felicis" come esclusiva per il pre-ordine. Il primo consiste in un dungeon aggiuntivo, un set di personalizzazioni e la caratteristica di possedere un negozio nel gioco, mentre la pozione permette di rivelare i forzieri di equipaggiamento sulla mappa. Accompagnato dal lancio di Hogwarts Legacy, il Pacchetto delle Arti Oscure è stato pubblicato come parte della Deluxe e Collector's Edition o come contenuto scaricabile per gli utenti della edizione standard. Il contenuto consiste in una cavalcatura thestral, un set di abiti e una nuova arena di combattimento. L'Arena di combattimento delle Arti Oscure espande le due arene disponibili nel gioco base. In occasione del lancio del gioco, un controller DualSense a tema, il "Revelio Controller", è stato reso disponibile come edizione limitata solo negli Stati Uniti e nel Regno Unito.
Nel febbraio 2023, a pochi giorni di distanza dal lancio, il direttore creativo Alan Tew ha dichiarato che il team si è focalizzato solo sul lancio del gioco e non ha ancora pianificato ulteriori contenuti aggiuntivi.
Dal 6 giugno 2024 è disponibile un aggiornamento che introduce la modalità fotografica, la possibilità di riassegnare i punti talento, la missione Il negozio infestato di Hogsmeade per tutte le piattaforme, la ricetta della pozione Felix Felicis. Nel gennaio 2025 è stato aggiunto il supporto alle mod con l'Hogwarts Legacy Creator Kit, limitato alla versione PC.

## Doppiaggio
Il doppiaggio italiano è stato eseguito presso la Jinglebell Communications.
| Personaggio                    | Doppiatore originale | Doppiatore italiano             |
| ------------------------------ | -------------------- | ------------------------------- |
| Protagonista (voce maschile)   | Sebastian Croft      | Andrea Oldani                   |
| Protagonista (voce femminile)  | Amelia Gething       | Elisa Giorgio                   |
| Prof Eleazar Fig               | Nicholas Guy Smith   | Silvano Piccardi                |
| Preside Phineas Nigellus Black | Simon Pegg           | Roberto Accornero               |
| Prof.ssa Matilda Weasley       | Lesley Nicol         | Elisabetta Cesone               |
| Everett Clopton                | Luke Youngblood      | Federico Maggiore               |
| Sebastian Sallow               | Alfie Nugent         | Andrea Colombo Giardinelli      |
| Natsai Onai                    | Jessica Hayles       | Tania De Domenico               |
| Poppy Sweeting                 | Alice Haldane        | Giada Sabellico                 |
| Ranrok                         | Matthew Waterson     | Mario Scarabelli                |
| Victor Rookwood                | Jason Anthony        | Alessandro Zurla                |
| Prof Abraham Ronen             | Enn Reitel           | Oliviero Corbetta               |
| Prof.ssa Dinah Hecat           | Jane Windsor         | Simona Biasetti                 |
| Prof Aesop Sharp               | Matthew Waterson     | Matteo Brusamonti               |
| Prof.ssa Mirabel Allium        | Moira Quirk          | Ludovica De Caro                |
| Prof.ssa Mudiwa Onai           | Candace Caine        | Alice Bertocchi                 |
| Prof.ssa Bai Howin             | Jeannie Bolet        | Jolanda Granato                 |
| Prof.ssa Satyavati Shah        | Sohm Kapila          | Luisa Ziliotto                  |
| Madam Chiyo Kogawa             | Karen Maruyama       | Jolanda Granato                 |
| Prof Percival Rackham          | Enn Reitel           | Massimiliano Lotti              |
| Prof Charles Rookwood          | Matthew Waterson     | Alessandro Conte                |
| Prof.ssa Niamh Fitzgerald      | Rachel Rath          | Virginia Astarita               |
| Prof San Bakar                 | Marwan Salama        |                                 |
| Isidora Morganach              | Holly J. Barrett     | Katia Sorrentino                |
| Ignatia Wildsmith              | Helen Sadler         | Cinzia Massironi                |
| Cappello parlante              | Jason Anthony        | Cesare Rasini                   |
| Infaustus Gaunt                | Jacob Edwards        | Massimiliano Benoni             |
| Gladwin Moon                   | Jason Anthony        | Valerio Amoruso                 |
| Gerbold Olivander              | Enn Reitel           | Gianni Quillico                 |
| Sirona Ryan                    | Rebecca Root         | Jolanda Granato                 |
| Lodgok                         | Greg Ellis           | Massimiliano Lotti              |
| Theophilus Harlow              | Greg Ellis           | Claudio Colombo                 |
| Richard Cornacchia             | Joseph Burdge        | Jacopo Calatroni                |
| Solomon Sallow                 | Enn Reitel           | Domenico Brioschi/Luca Ghignone |
| Imelda Reyes                   | Lauren Grace         | Ludovica De Caro                |
| Amit Thakkar                   | Asif Ali             | Andrea La Greca                 |

## Colonna sonora
La colonna sonora è stata composta da Peter Murray, J. Scott Rakozy e Chuck Myers, con tracce aggiuntive di Alexander Horowitz. È stata pubblicata come doppio album comprendente 75 tracce: Hogwarts Legacy (Original Video Game Soundtrack) e Hogwarts Legacy (Study Themes from the Original Video Game Soundtrack.

## Accoglienza

### Critica
| Testata                            | Versione | Giudizio |
| ---------------------------------- | -------- | -------- |
| Metacritic (media al 2 marzo 2023) | PC       | 83/100   |
| Metacritic (media al 2 marzo 2023) | PS5      | 84/100   |
| Metacritic (media al 2 marzo 2023) | XSX      | 85/100   |
| Everyeye.it (ITA)                  | PS5      | 8.3/10   |
| Game Informer                      | PS5      | 9/10     |
| GamesRadar+                        | PS5      | [ 50 ]   |
| IGN                                | Tutte    | 9/10     |
| Jeuxvideo.com (FRA)                | Tutte    | 18/20    |
| Multiplayer.it (ITA)               | PS5      | 8.5/10   |
| NME                                | PC       | [ 54 ]   |
| PCGamesN                           | PC       | 7/10     |
| PCMag                              | PC       | [ 56 ]   |
| Push Square                        | PS5      | [ 57 ]   |
| Screen Rant                        | XSX      | [ 58 ]   |
| Video Games Chronicle              | PS5      | [ 59 ]   |

Secondo l'aggregatore di recensioni Metacritic, Hogwarts Legacy ha ricevuto recensioni "generalmente favorevoli".
IGN ha elogiato i personaggi dei vari studenti e professori come "memorabili" e "indispensabili", affermando che aiutano a superare le debolezze della trama principale e delle prestazioni tecniche per raggiungere la "fantasia di Hogwarts". Game Informer ha definito il gioco "must play" e ha evidenziato gli "eccellenti dialoghi e il doppiaggio" mentre ha descritto la colonna sonora come "straordinaria". Il combattimento in Hogwarts Legacy è emozionante nel complesso, ma la varietà dei nemici è carente una volta progredito nel gioco. GameSpot ha notato positivamente la concezione e gli elementi di esplorazione del castello di Hogwarts e ha descritto il combattimento e gli incantesimi elaborati "con un grande senso di potenza". Le critiche sono state rivolte verso la scelta delle magie ritenuta scomoda, nemici non interessanti e troppi livelli di sistemi. PCGamesN ha apprezzato gli enigmi e i misteri di Hogwarts, ma ha avuto la sensazione di un gioco non all'altezza riguardo alle missioni secondarie, descrivendole come «semplici incarichi di recupero, con qualche nemico da sconfiggere lungo il percorso». PC Gamer ha gradito la sfida dei duelli tra maghi, ma afferma che il gioco potrebbe essere perfezionato meglio sul lato tecnico: «Le più evidenti sono le brevi, ma frequenti pause davanti alle porte di Hogwarts mentre il gioco sta caricando qualunque cosa ci sia dall'altra parte».

### Vendite
Nel complesso, Hogwarts Legacy è stato un enorme successo: gli esperti hanno stimato che il gioco venda almeno 10 milioni di copie, mentre hanno riflettuto che Hogwarts Legacy sarà un'opportunità per dare nuova vita al franchise. Nel Regno Unito, il gioco è diventato il lancio maggiore di qualunque videogioco di Harry Potter. In Giappone, Hogwarts Legacy ha debuttato in cima alla classifica di vendite software, con la versione PlayStation 5 che ha venduto 67.196 copie fisiche.
Il 23 febbraio 2023 Warner Bros. Discovery ha annunciato che il gioco ha venduto più 12 milioni di copie nelle prime due settimane, generando 850 milioni di dollari nelle vendite globali. Alla fine di ottobre 2024, ha superato i 30 milioni di copie vendute, rendendolo uno dei videogiochi più venduti di sempre.
David Haddad, il presidente di Warner Bros. Games, ha dichiarato in un'intervista con Variety che l'impegno complessivo dei giocatori è stato notevole, ha descritto il lancio come piacevole e vede il gioco come l'inizio di un franchise a lungo termine. Dopo poco le dichiarazioni di Haddad, il gioco ha spezzato il record della società Warner Bros. Games raggiungendo le 280 milioni di ore di gioco.

### Primati
Il 7 febbraio 2023 il pubblico sul servizio live streaming Twitch raggiunge 1,27 milioni di visualizzazioni simultanee, questo rende Hogwarts Legacy il videogioco a giocatore singolo con più spettatori simultanei di sempre sulla piattaforma e ricevendo un Guinness dei primati.

### Riconoscimenti
Hogwarts Legacy è stato nominato "gioco più atteso" ai The Game Awards 2022 e ai Golden Joystick Awards 2022, ma in entrambi i casi ha perso contro The Legend of Zelda: Tears of the Kingdom.
- 2023 – Japan Game Awards[73]
  - Premio per l'eccellenza
- 2024 – The Steam Awards[74][75]
  - Candidatura al videogioco dell'anno
  - Miglior gioco su Steam Deck
- 2024 – Grammy Awards 2024[76]
  - Candidatura alla miglior colonna sonora per videogiochi e altri media interattivi
- 2024 – D.I.C.E. Awards[77]
  - Candidatura nella miglior direzione artistica
  - Candidatura nella miglior realizzazione tecnica
- 2024 – Annie Award[78]
  - Candidatura nella miglior animazione di personaggi in un videogioco
- 2024 – British Academy Video Games Awards[79]
  - Candidatura alla migliore animazione
  - Candidatura al miglior gioco per famiglie